# 若林正人
若林 正人（わかばやし まさと、1938年3月 - ）は、日本のタレント。切手収集家、元銀行員でもある。神奈川県藤沢市在住。愛称は「若様」。

## 経歴
| 年表                   | 経歴 |
| ---------------------- | --- |
| 1938年3月              | 長野県松本市出身 |
| 1960年3月 - 4月        | 長野県松本深志高等学校を経て、東京大学法学部第2類（公法コース）卒業後、東京銀行（現在：三菱UFJ銀行）に入社 |
| 1965年                 | マールブルク大学留学 |
| その他                 | デュッセルドルフ支店、フランクフルト支店、ハンブルク支店、ウィーン事務所長など主にドイツ語圏を中心とした欧州畑で活躍 |
| 1983年                 | 営業企画部産業調査室審議役 |
| 1985年10月             | テレビ朝日『ニュースステーション』キャスター公募に応募して採用。第一線の銀行マンがニュースキャスターに転身するという異例の転身として話題 |
| その他                 | 銀行マンの経験を生かした豊富な経済知識により経済を一般の人にわかり易く解説する『若様経済講座』各地の夜桜を中継する『夜桜中継』『金曜コンサート』で活躍し『金曜コンサート』ではクラシック音楽への造詣の深さを披露                                |
| 1989年                 | ギャラクシー賞奨励賞も受賞 |
| 1988年10月 - 1993年3月 | 『ニュースステーション』での人気から、ABCラジオ『若林正人の純情サタデーナイト』パーソナリティを担当 |
| 1990年4月 - 1991年9月  | ABCラジオ『ナイス9!長沢彰彦です』月曜コメンテーター |
| 1992年                 | 『ニュースステーション』を降板 |
| 1993年4月 - 1994年3月  | テレビ朝日『スーパーモーニング』司会 |
| その他                 | ABC『探偵!ナイトスクープ』TBS『快傑熟女!心配ご無用』日本テレビ『あの人は今?』文化放送『梶原しげるの本気でDONDON』（梶原しげる不在時に代替でメーンを務める）などに出演、ザルツブルク音楽祭や様々なコンサートの案内役を務めるほか、エッセイも執筆 |
| 現在                   | ミュージックバード『リクエストアワー 若林正人の大好きクラシック』に出演 |
| その他                 | 本人曰く、基本的に「出たがり」。NHKの『話し方教室』の他、視聴者参加番組では『シャープさん・フラットさん』（NHK総合）、『地上最大のクイズ』（フジテレビ）、『アップダウンクイズ』（毎日放送）にも出場経験がある                                  |

## エピソード
ニュースステーションの「夜桜中継」は名物企画となったが、若林自身は東大法学部卒の銀行員という経歴からスタジオ内でニュースキャスターの活動を行う事を希望していたものの、それを認めない番組スタッフや久米との確執が生じて同番組を降板した。番組降板後は久米の事を度々痛烈批判している。

## 著書
- 『日本経済の乱気流を読む 西独から日本が見えてくる』時事通信社, 1987.
- 『ヨーロッパの街とおと』 実業之日本社、1993年5月。ISBN 9784408101248
- 『人生OH!SAY』 山梨日日新聞社、2001年8月。ISBN 9784897107127